# كايدن بويد
كايدن بويد (بالإنجليزية: Cayden Boyd)‏ مواليد 24 مايو 1994 في بيدفورد، تكساس، الولايات المتحدة، هو ممثل أمريكي بدأ مسيرته الفنية عام 2001.

## الأعمال
- الجمعة العجيبة
- نهر غامض
- رجال-إكس: الوقفة الأخيرة

## وصلات خارجية
- كايدن بويد على موقع IMDb (الإنجليزية)
- كايدن بويد على موقع ميتاكريتيك (الإنجليزية)
- كايدن بويد على موقع روتن توميتوز (الإنجليزية)
- كايدن بويد على موقع ألو سيني (الفرنسية)
- كايدن بويد على موقع أول موفي (الإنجليزية)
- كايدن بويد على موقع قاعدة بيانات الأفلام السويدية (السويدية)
- كايدن بويد على موقع قاعدة بيانات الفيلم (الإنجليزية)